# Han Gan

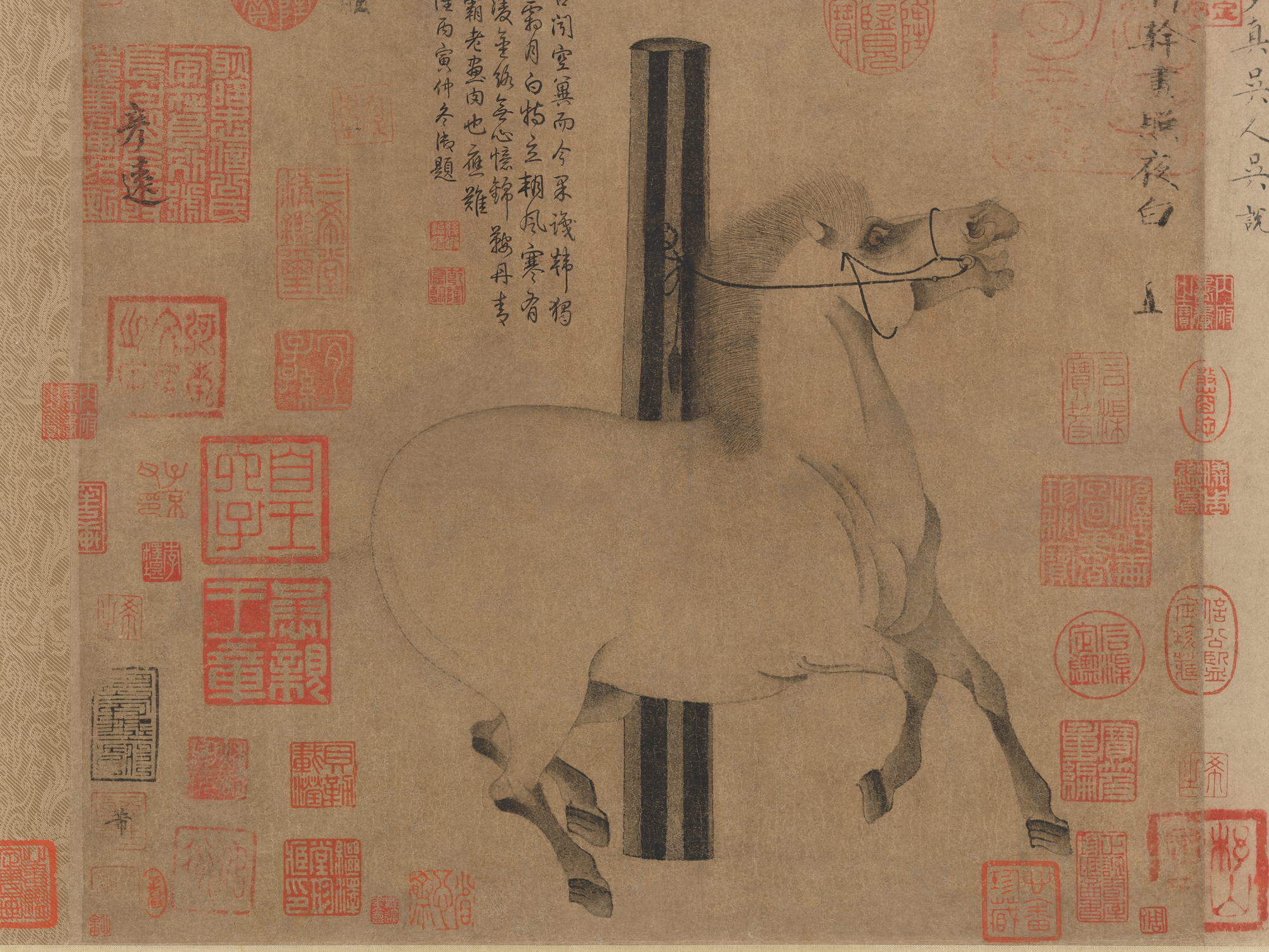
Nachtglanzend wit (ca. 750), portret van een favotiete hengst van keizer Xuanzong, collectie Metropolitan Museum of Art

Han Gan (韩干 / 韓幹; ca. 706–773) was een Chinees kunstschilder uit de Tang-periode. Hij kwam uit een arme familie uit Chang'an (het huidige Xi'an), Lantian (het huidige Shaanxi) of Daliang (het huidige Kaifeng).
De dichter en kunstschilder Wang Wei (699–759) nam Han op jonge leeftijd onder zijn hoede. Hij zorgde ervoor dat Han les kreeg van de hofschilder Cao Ba (694–?). Later werkte Han zelf aan het hof van de Tang-dynastie.
In zijn tijd was Han Gan een van de toonaangevende kunstenaars in China.  Zijn oeuvre bestaat voor een groot deel uit portretten en boeddhistische taferelen. Han staat echter vooral bekend om zijn werken van paarden. Naar eigen zeggen waren de paarden in de keizerlijke stallen zijn leermeesters in de schilderkunst. Han streefde niet naar een naturalistische weergave. Zijn schilderwerken staan veeleer bekend om de fysieke kracht en de wilde natuur die hij vast wist te leggen. Dit vormde een belangrijke inspiratiebron voor latere paardenschilders, waaronder Zhao Mengfu (1254–1322).
- Gemeinsame Normdatei: 129432717
- International Standard Name Identifier: 0000 0000 8355 341X
- Library of Congress Control Number: no97059013
- Nationale bibliotheek van Australië: 36679197
- RKD-Nederlands Instituut voor Kunstgeschiedenis: 331542
- Trove: 1390004
- Union List of Artist Names: 500125882
- Virtual International Authority File: 8465235
- WorldCat: E39PCjCXWgWJC6CmWgxqkQKJ9P